# Elektromotorischer Verstärker

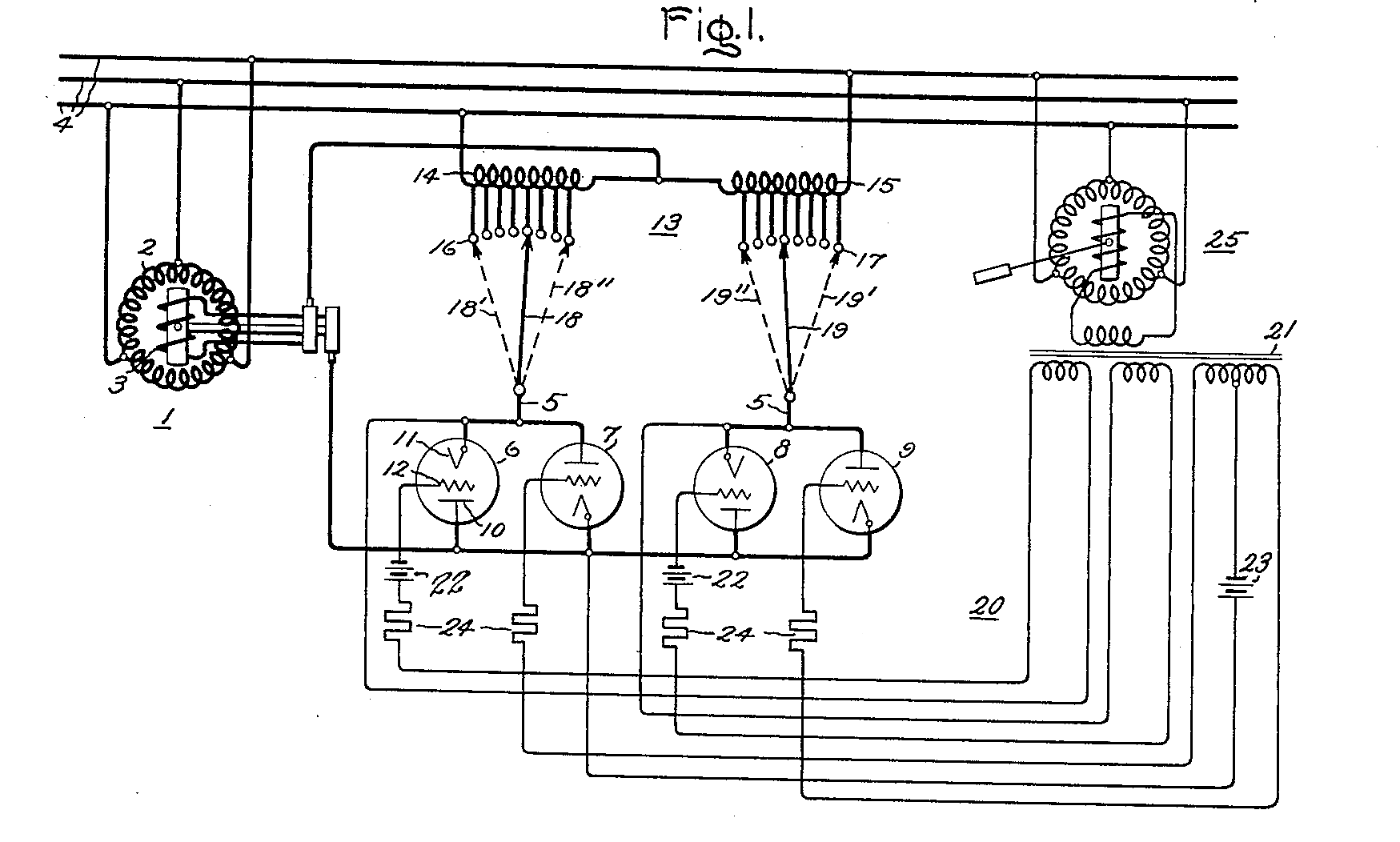
Figure 1 aus US-Patent 2236984

Ein elektromotorischer Verstärker (EMV) ist ein Hochleistungsverstärker aufgebaut als Kombination aus einem Drehstrommotor und einem modifizierten Wechselspannungsgenerator. Mit einem elektromotorischen Verstärker konnten große Lasten elektrisch ferngesteuert bewegt werden. Die Ausgangsleistung eines elektromotorischen Verstärkers kann bis zu mehrere 10 Kilowatt bei einer Leistungsverstärkung von 104 bis 105 betragen. Entwickelt wurde der elektromotorische Verstärker von dem Elektroingenieur Ernst Alexanderson während des Zweiten Weltkrieges unter der dem Namen Amplidyne (eine Markenbezeichnung von General Electric).

## Funktionsweise
Der elektromotorische Verstärker arbeitet als geregelter Umformer. Ein antriebsstarker Motor als Drehstrom-Synchronmaschine ist starr mit einem modifizierten Wechselspannungsgenerator verbunden. Der Motor dreht mit konstanter Drehgeschwindigkeit. Der Generator ist mit einer gleichspannungsgesteuerten Felderregung ausgestattet. Ist die Erregerspannung für das Magnetfeld im Generator gleich Null, dann entsteht keine Ausgangsspannung am Generator, obwohl der Motor mit voller Umdrehungszahl arbeitet. Mit bereits wenigen Watt Leistung für das Erregerfeld erzeugt der Generator eine Ausgangsspannung, die für eine starke Strombelastung ausgelegt ist. Als Last dient meist ein starker Elektromotor als Drehstrom-Asynchronmaschine.

## Anwendung
Elektromotorische Verstärker wurden während des Zweiten Weltkrieges zur Steuerung von Geschützen eingesetzt; in der Nachkriegszeit auch in Folgesystemen großer Radarantennen. Ein solcher elektromotorischer Verstärker für eine kleinere Sekundärradarantenne (zum Beispiel das NRS-12 für die P-12) wog um die 50 kg; für das Folgesystem des Höhensuchradar PRW-13 wog diese Baugruppe mehrere Tonnen.
Mit der Verfügbarkeit von Halbleiterbauelementen die ebenfalls Leistungen im Bereich mehrerer Kilowatt schalten können, haben elektromotorische Verstärker ihre Bedeutung vollständig verloren.